# Pilosocereus polygonus
O Pilosocereus polygonus, conhecido no Brasil como xiquexique, é uma cactácea cuja distribuição compreende grande parte da região intertropical das Américas, nomeadamente do sul da Flórida. 
Sua formação pode ser arbustiva ou arbórea, chegando a atingir a altura de quatro metros, desenvolvendo-se em solos rasos e pedregosos e apresentando numerosos espinhos, fortes e pontiagudos em suas aréolas. Suas flores são branca e seu fruto, com coloração avermelhada quando maduro, é comestível, saboroso e rico em minerais. 
Essa xerófita é muito semelhante à espécie Pilosocereus royenii, tornando a distinção entre ambas por vezes difícil.

## Características
Espécie endêmica do Brasil. A subespécie gounellei ocorre em todos os estados do Nordeste, sendo umas das cactáceas mais comuns a região. Habita formações savânicas, carnaubais, campos ou afloramentos rochosos, sem especificidade de substrato. É morfologicamente muito variável, mas apresenta certas características constantes, como os longos tricomas brancos nas aréolas floríferas, o hábito candelabriforme e as costelas sinuadas (traços não encontrados em outras espécies do gênero que ocorrem no Ceará).

## Tratamento taxonômico
Arbusto até 3 m de altura. Cladódio colunar, ereto, 6–10 cm de diâmetro. 8–13 costelas sinuadas, não segmentadas. Ramificações candelabriformes. Espinhos cilíndricos, aciculados e pungentes, 1–5 centrais, 10–150 × 1–2 mm, 12–15 radiais, 6– 30 × 0,5– 1 mm. Flores com 40–90 × 25–60 mm; pericarpelo amarelo ou marrom claro, inerme; perigônio branco. Fruto globoso, 35–45 × 45–60mm, pericarpo rosado a acinzentado, inerme; polpa funicular magenta ou raramente branca; centenas de sementes. Semente c. 1,7 × 1,5 mm.

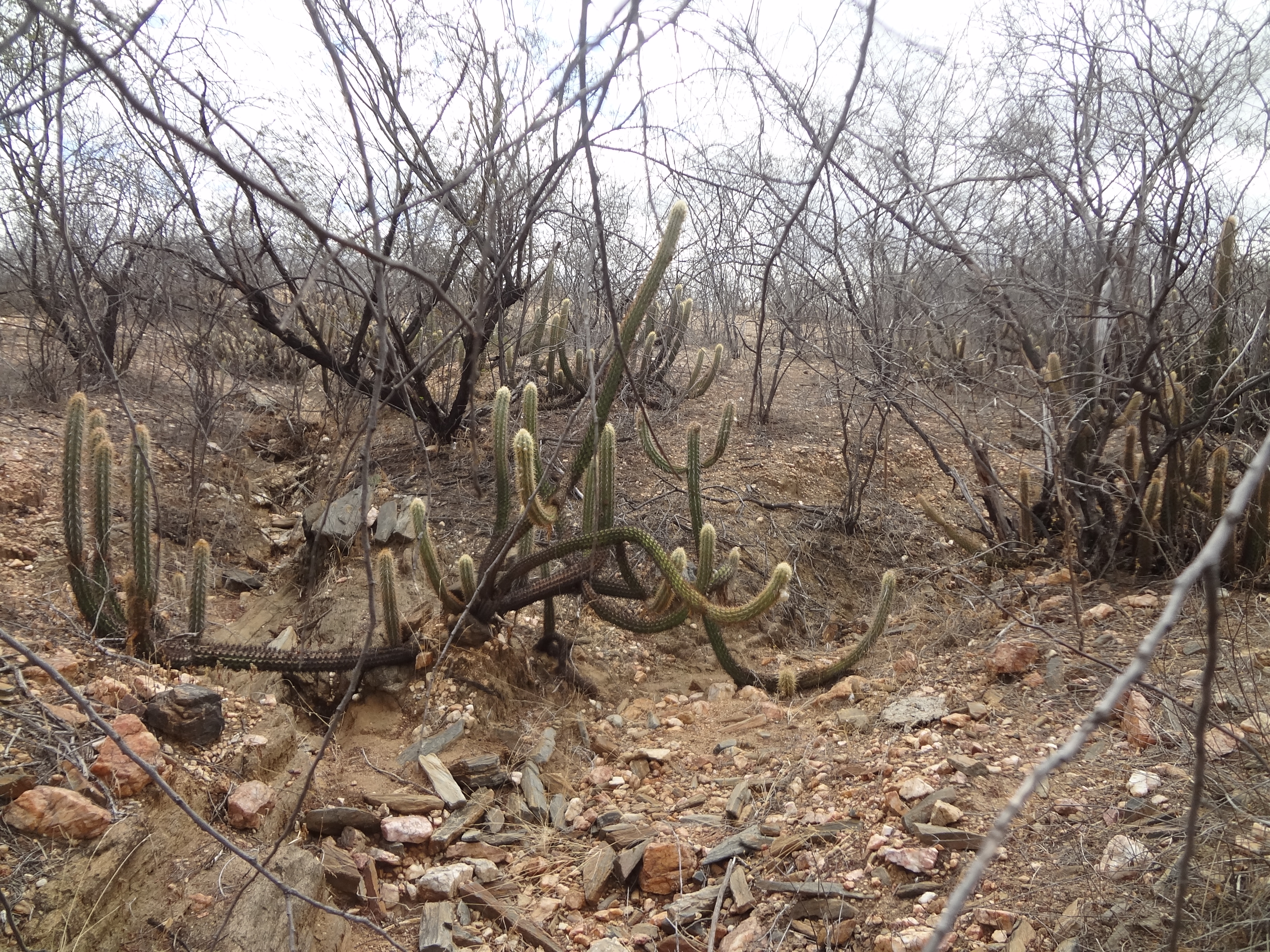
População do xiquexique (P. gounellei) no município de Currais Novos, Rio Grande do Norte.

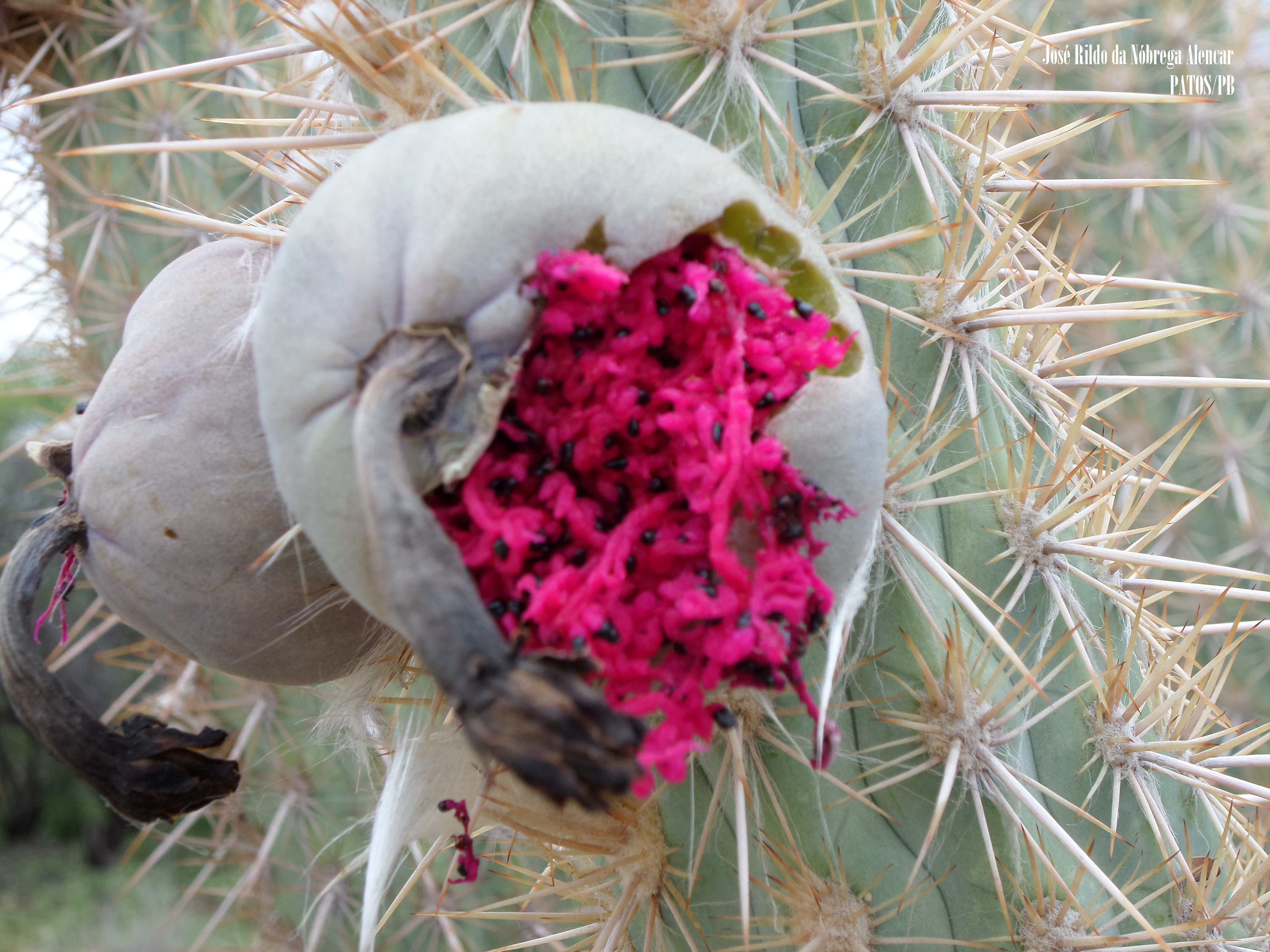
Fruto maduro do xiquexique (P. gounellei)